# Teinobasis nigrolutea
Teinobasis nigrolutea – gatunek ważki z rodziny łątkowatych (Coenagrionidae).  Występuje endemicznie na wyspach Mikronezji.